# Drag Reduction Device
Pour les articles homonymes, voir DRD.
Le Drag Reduction Device ou DRD, parfois fautivement appelé double DRS, est un dispositif de réduction de la traînée utilisé en Formule 1

## Historique
Le système fait son apparition en 2013 sur les monoplaces de Mercedes Grand Prix, Lotus F1 Team, Red Bull Racing, Sauber et Williams F1 Team bien que les deux premières écuries l'aient déjà essayé pendant les essais libres lors de la saison 2012. Le système reste complexe à mettre au point,,.
La Fédération internationale de l'automobile a interdit en 2013 de profiter de l'activation du DRS pour faire fonctionner un autre système (du type double DRS), par contre un système complètement passif comme le DRD est autorisé.
Le système a pour la première fois été utilisé en course au Grand Prix automobile de Grande-Bretagne 2013 par Kimi Räikkönen, cinquième d'une course marquée par quatre incident liés à des délaminations de pneus,. Alan Permane, directeur des opérations piste chez Lotus, annonce en septembre 2013 l'abandon total du système par son équipe.

## Principe de fonctionnement
Le DRD se compose de trois éléments :
- Deux petites ouvertures verticales sur les côtés de la prise d'air qui captent l'air et le font circuler dans deux canaux séparés.
- Deux conduits logés sous le capot moteur : un conduit « traditionnel » alimente le moteur en air et évacue la chaleur et un autre, placé au-dessus, alimente en air une sorte de périscope.
- Le périscope est un fin conduit qui remonte vers la partie inférieure de l'aileron arrière.

À une vitesse déterminée, l'air entre par les deux petites ouvertures verticales puis emprunte, du fait d'une certaine pression atmosphérique, le conduit et remonte par le périscope où il se diffuse en forme de V. Ce mince écoulement perturbe le flux d'air provenant de l'avant et venant appuyer sur l'aileron arrière, diminuant ainsi la charge sur l'aileron et réduisant la traînée.
Le DRD fonctionne sur le principe du F-duct, sauf qu’il est passif (le pilote n'a rien à faire) et que l'air sort sous l'aileron arrière.